# Haplidia cypria
Haplidia cypria är en skalbaggsart som beskrevs av Ernst Gustav Kraatz 1882. Haplidia cypria ingår i släktet Haplidia och familjen Melolonthidae. Inga underarter finns listade i Catalogue of Life.